# Данешти
Данешти (рум. Dănești) — одна из двух ветвей валашской династии Басарабов, возникшая в XV веке и названная в честь основателя Дана I. Они считались «законными басарабами» и пользовались поддержкой знати Олтении. На протяжении двух столетий Данешти соперничали на Валашском престоле с Дракулешти. В 1530 году ветвь пресеклась по мужской линии после гибели Мойзе I в сражении со своим противником Владом VII Инекатулом.

## Представители
- Дан I[4]
- Дан II[4]
- Владислав II[4]
- Дан III[4]
- Басараб II[4]
- Басараб III Старый[4]
- Басараб IV Цепелюш[4]
- Владислав II[4]
- Мойзе[4]